# دان دوغان
دان دوغان (بالإنجليزية: Dan Dugan)‏ هو مخترِع ومهندس الصوت ومهندس أمريكي، ولد في 20 مارس 1943 في لوس أنجلوس في الولايات المتحدة.